# Dihammaphora aepytus
Dihammaphora aepytus là một loài bọ cánh cứng trong họ Cerambycidae.